# Leopold Bieńkowski
Leopold Bieńkowski (ur. 13 listopada 1883 w Przasnyszu, zm. 1942 w ZSRR) – polski rolnik, działacz społeczny i regionalny w Przasnyszu, poseł na Sejm I kadencji w II RP z ramienia Związku Ludowo-Narodowego.

## Życiorys
Syn Feliksa i Katarzyny z Niksów, brat Andrzeja. Ukończył szkołę ludową w Przasnyszu, rolniczą we Włodawie, kursy rolnicze w Pszczelinie, gdzie był pomocnikiem kierownika szkoły. Działał w sprawie wprowadzenia języka polskiego do szkół i urzędów, kolportował nielegalną prasę (m.in. „Polska”) na terenie pow. przasnyskiego i mławskiego. W 1907 zamieszkał w Pszczelinie, pozorując wyjazd do Ameryki. Od 1913 był instruktorem kółek rolniczych i działaczem niepodległościowym w powiecie mińsko-mazowieckim, od 1917 w mławskim i od 1919 w Przasnyszu. Organizator kół Polskiej Macierzy Szkolnej na Mazowszu. Za działalność społeczną i niepodległościową kilkakrotnie więziony. Działał na rzecz niepodległości Polski w latach 1918–1920.
Po 1918 mieszkał w Przasnyszu. Był inspektorem samorządu gminnego, organizatorem wyborów do rad gminnych, inicjatorem budowy Szkoły Rolniczej w Rudzie k. Przasnysza, czynnej od 1924, zorganizował oddział „Rozwoju”, był redaktorem i wydawcą „Głosu Ziemi Przasnyskiej”, współpracownikiem „Gazety Warszawskiej”, „Zorzy”, „Przewodnika Kółek Rolniczych” (potem „Gazety Gospodarskiej”). Instruktor Centralnego Towarzystwa Rolniczego i członek Rady Miejskiej w Przasnyszu. W latach 1922–1927 poseł do Sejmu z ramienia Związku Ludowo-Narodowego. Pracował w komisji odbudowy kraju. Współorganizator sprowadzenia relikwii św. Stanisława Kostki do Rostkowa w 200-lecie kanonizacji.
Po zamachu majowym podjął pracę na Polesiu. W latach 1928–1930 był instruktorem Szkoły Rolniczej w Berezie Kartuskiej. W 1930 zakupił dwie działki osadnicze w Kosowie Poleskim i Staniewiczach, gdzie doprowadził do budowy szkoły, kościoła i mleczarni. Napisał pracę o Mazurach i ogłosił wiele artykułów na tematy oświaty, kultury wsi i rolnictwa. W styczniu 1940 aresztowany przez NKWD, wywieziony do osady Kokornaja w obwodzie archangielskim, dokąd zesłano także jego najbliższą rodzinę i gdzie zmarł.
Ojciec dowódcy Dywizjonu 303 Zygmunta Witymira Bieńkowskiego.